# Tongnan

Lage Tongnans im Gebiet von Chongqing

Tongnan (chinesisch 潼南区, Pinyin Tóngnán Qū) ist ein chinesischer Stadtbezirk der regierungsunmittelbaren Stadt Chongqing. Er hat eine Fläche von 1.584,97 km². Der Stadtbezirk Tongnan wurde 2015 aus dem vormaligen gleichnamigen Kreis gebildet. Bei Volkszählungen in den Jahren 2000 und 2010 wurden in Tongnan 860.016 bzw. 639.985 Einwohner gezählt.
Die Skulpturen im Großen-Buddha-Kloster von Tongnan (Tongnan Dafo si moya zaoxiang 潼南大佛寺摩崖造像) und die Residenz der Familie Yang (Yangshi minzhai 杨氏民宅) aus der Zeit der Qing-Dynastie stehen seit 2006 auf der Liste der Denkmäler der Volksrepublik China.
Tongnan unterhält seit dem Jahr 2019 eine Städtepartnerschaft mit der niedersächsischen Stadt Rinteln in Deutschland.